# Герцык, Антон Казимирович
Антон Казимирович Герцык (1809—1891) — генерал-майор, военный инженер, участник Крымской войны.

## Биография
Родился 11 (23) ноября 1809 года. Сын капитана, он происходил из древнего белорусского шляхетского рода, записанного в дворянские родословные книги Витебской губернии. Первоначально получил домашнее образование. В 1825 году поступил в начальный кондукторский класс Главного инженерного училища; 6 декабря 1829 года произведён в полевые инженер-прапорщики, а 1 января 1831 года в подпоручики.
По окончании училища зачислен сначала в Санкт-Петербургскую, а в январе 1832 года в Киевскую инженерную команду, но в октябре 1833 года опять возвращён в Санкт-Петербург и в июне 1834 года прикомандирован к кондукторской роте Главного инженерного училища (переведён в неё в июне 1835 года). Произведён в поручики в июле того же года, в мае 1838 года — в полевые инженеры и в июле того же года назначен в Севастопольскую инженерную команду. В июне 1839 года А. К. Герцык был произведён в штабс-капитаны и в июне 1843 года — в капитаны. 29 мая 1845 года назначен командиром Бендерской инженерной команды.
В апреле 1850 года произведён в подполковники, а в январе 1852 года переведён командиром инженерной команды в Севастополь, где занялся работами по его укреплению. С начала осады Севастополя, независимо от производства других работ, возлагавшихся на него по званию командира, он заведовал инженерными работами 1-го отделения оборонительной линии. Под руководством Тотлебена возводил и исправлял разрушенные неприятелем укрепления. За отличие в сражениях был произведён в полковники в 1855 году и 26 ноября того же года награждён орденом Св. Георгия 4-й степени за беспорочную выслугу 25 лет в офицерских чинах (№ 9680 по кавалерскому списку Григоровича — Степанова). За наводку плавучего моста через Севастопольскую бухту под выстрелами неприятеля получил орден Св. Анны 2-й степени с императорской короной и мечами.
По выступлении из Севастополя войск, оборонявших город, Антон Казимирович Герцык заведовал работами в приморских батареях Северной стороны, также различными приспособлениями в зданиях для помещения больных и раненых в Симферополе; там же устроил Инженерное депо.
По расформировании Севастопольской инженерной команды, причислен к Киевской инженерной команде в 1856 году, а в ноябре 1859 года назначен помощником командира Лифляндского инженерного округа; в апреле 1861 года назначен смотрителем Инженерного замка в Санкт-Петербурге.
19 апреля 1864 года награждён орденом Св. Владимира 4-й степени, а 6 декабря 1879 года за 50-летнюю службу в офицерских чинах произведён в генерал-майоры с прикомандированием к Главному инженерному управлению. Зачислен в запас в 1883 году и в январе 1889 года вышел в отставку.
Скончался 6 (18) июля 1891 года в Шувалово и погребён в Санкт-Петербурге на кладбище Воскресенского Новодевичьего монастыря, там же была похоронена и его супруга, Аделаида Марцеллиновна (умерла 25 июня 1897 года).
Его сын Александр был генерал-лейтенантом и во время Первой мировой войны командовал 1-й гвардейской пехотной дивизией, другой сын, Николай, был полковником.